# Gangaro
Koordinati:   43°52′01″N, 15°26′04″E
Gangaro je majhen nenaseljen otoček Jadranskega morja v Kornatih. Pripada Hrvaški.
Otoček leži med Vrgado in Žižanjem, od katerega je oddaljen okoli 0,5 km.
Njegova površina meri 0,793 km². Dolžina obalnega pasu je 4,65 km. Najvišji vrh je visok 26 mnm.